# Cymolutes praetextatus
Cymolutes praetextatus е вид бодлоперка от семейство Labridae. Видът не е застрашен от изчезване.

## Разпространение и местообитание
Разпространен е в Австралия, Американска Самоа, Британска индоокеанска територия, Вануату, Виетнам, Гуам, Индия, Индонезия, Камбоджа, Кения, Кирибати, Кокосови острови, Коморски острови, Мавриций, Мадагаскар, Майот, Малайзия, Малдиви, Малки далечни острови на САЩ, Маршалови острови, Микронезия, Мозамбик, Науру, Ниуе, Нова Каледония, Остров Норфолк, Острови Кук, Палау, Папуа Нова Гвинея, Реюнион, Самоа, САЩ, Северни Мариански острови, Сейшели, Сингапур, Соломонови острови, Сомалия, Тайланд, Танзания, Токелау, Тонга, Тувалу, Уолис и Футуна, Фиджи, Филипини, Френска Полинезия, Шри Ланка и Южна Африка.
Обитава пясъчните дъна на морета, лагуни и рифове. Среща се на дълбочина от 1,1 до 10 m, при температура на водата от 23,2 до 29,3 °C и соленост 34,1 – 35,1 ‰.

## Описание
На дължина достигат до 20 cm.